# Šaľa
 Ovo je glavno značenje pojma Šaľa. Za Okrug pogledajte Okrug Šaľa.
Šaľa (mađ. Vágsellye, njem. Schelle) je grad u Nitranskom kraju u zapadnoj Slovačkoj. Grad je upravno središte Okruga Šaľa.

## Zemljopis
Grad je smješten na Podunavskoj nizini, na obje obale rijeke Váh, oko 65 km od Bratislave i 30 km od Nové Zámke. Osim samog grada, gradu pripadaju i naselja Veča, Hetméň i Kilič.

## Povijest
Grad se prvi put spominje 1002. godine u dokument Pannonhalmske opatije. Povlastice trgovačkoga grada dobio je 1536. godine. Željeznička pruga, izgrađena 1850. između Beča i Budimpešte, ubrzala je razvoj grada. Nakon 1918. godine grad je postao dio Čehoslovačke. Mađarskoj je pripadao kratko između 1938. i 1945. godine kada je vraćen Čehoslovačkoj.

## Stanovništvo
| Godina:     | 1993.  | 2003.   | 2013.   | 2023.    |
| ----------- | ------ | ------- | ------- | -------- |
| Broj ljudi: | 25 173 | 24 514  | 23 098  | 20 239   |
| Razlika:    |        | -2,61 % | -5,77 % | -12,37 % |

| Godina:     | 2022.  | 2023.   |
| ----------- | ------ | ------- |
| Broj ljudi: | 20 552 | 20 239  |
| Razlika:    |        | -1,52 % |

Prema popisu stanovništva iz 2001. godine grad je imao 24.564 stanovnika.
Prema vjeroispovijesti u gradu živi najviše rimokatolika koji čine 66,63% stanovništva.

### Etnički sastav
- Slovaci - 79,72%
- Mađari - 17,88%
- Česi - 0,48%
- Romi - 0,40%

## Gradovi prijatelji
- Oroszlány, Mađarska
- Kuhmo, Finska
- Końskie, Poljska
- Telč, Češka

## Vanjske poveznice
- Službena stranica grada

### Ostali projekti
|  | Zajednički poslužitelj ima još gradiva o temi Šaľa |